# Santa Rosa (Bugaba)
Santa Rosa è un comune (corregimiento) della Repubblica di Panama situato nel distretto di Bugaba, provincia di Chiriquí. Si estende su una superficie di 48 km² e conta una popolazione di 1.510 abitanti (censimento 2010).  